# Neil Holding
Pas d'image ? Cliquez ici

a Compétitions nationales et continentales officielles uniquement.

b Matchs officiels uniquement.
Neil Holding, né le 15 décembre 1960, est un ancien joueur de rugby à XIII anglais évoluant au poste de mêlée dans les années 1970 et 1980. Il a effectué la majorité de sa carrière à St Helens RLFC depuis ses débuts en 1977 jusqu'à 1990 et son départ à Rochdale Hornets où il termine sa carrière. Ses prestations sous le maillot de St Helens l'amènent en sélection anglaise et britannique dans les années 1980, il a été également introduit au temple de la renommée du club de St Helens.